# Івано Бруньєтті
Івано Бруньєтті (італ. Ivano Brugnetti; нар. 1 вересня 1976, Мілан, Італія) — італійський легкоатлет, що спеціалізується на спортивній ходьбі, олімпійський чемпіон 2004 року.

## Кар'єра
| Рік                | Змагання           | Місто                | Місце              | Дисципліна         | Примітки           |
| Представник Італія | Представник Італія | Представник Італія   | Представник Італія | Представник Італія | Представник Італія |
| ------------------ | ------------------ | -------------------- | ------------------ | ------------------ | ------------------ |
| 1999               | Чемпіонат світу    | Севілья, Іспанія     | 1                  | ходьба на 50 км    | 3:47:54            |
| 2000               | Олімпійські ігри   | Сідней, Австралія    | —                  | ходьба на 50 км    | DNF                |
| 2004               | Олімпійські ігри   | Афіни, Греція        | 1                  | ходьба на 20 км    | 1:19:40            |
| 2005               | Чемпіонат світу    | Гельсінкі, Фінляндія | —                  | ходьба на 20 км    | DNF                |
| 2006               | Чемпіонат Європи   | Гетеборг, Швеція     | 17                 | ходьба на 20 км    | 1:27:42            |
| 2007               | Чемпіонат світу    | Осака, Японія        | —                  | ходьба на 20 км    | DSQ                |
| 2008               | Олімпійські ігри   | Пекін, Китай         | 5                  | ходьба на 20 км    | 1:19:51            |
| 2009               | Чемпіонат світу    | Берлін, Німеччина    | —                  | ходьба на 20 км    | DNF                |
| 2010               | Чемпіонат Європи   | Барселона, Іспанія   | —                  | ходьба на 20 км    | DNF                |